# Papiro 82
O Papiro 82 ({\displaystyle {\mathfrak {P}}}82) é um antigo papiro do Novo Testamento que contém fragmentos do capítulo sete do Evangelho de Lucas (7:32-34,37-38).